# UEFA Europa League finalen 2015
UEFA Europa League finalen 2015 var en fodboldkamp der blev spillet 27. maj 2015. Kampen blev spillet på Polens Nationalstadion i polske Warsawa, og skulle finde vinderen af UEFA Europa League 2014-15. Det var kulminationen på den 44. sæson i Europas næststørste klubturnering for hold arrangeret af UEFA, og den sjette finale siden turneringen skiftede navn fra UEFA Cup til UEFA Europa League. 
Kampen stod mellem det ukrainske hold Dnipro Dnipropetrovsk og det spanske hold fra Sevilla, hvor det spanske hold trak sig sejrrigt fra kampen med en 3-2 sejr